# Cnemaspis stongensis
Espèce
Cnemaspis stongensis est une espèce de geckos de la famille des Gekkonidae.

## Répartition
Cette espèce est endémique du Kelantan en Malaisie péninsulaire.

## Description
Les mâles mesurent jusqu'à 49,3 mm et les femelles jusqu'à 48,4 mm.

## Étymologie
Son nom d'espèce, composé de stong[e] et du suffixe latin -ensis, « qui vit dans, qui habite », lui a été donné en référence au lieu de sa découverte, le Gunung Stong.

## Publication originale
- Grismer, Wood, Anuar, Riyanto, Ahmad, Muin, Sumontha, Grismer, Onn, Quah & Pauwels, 2014 : Systematics and natural history of Southeast Asian Rock Geckos (genus Cnemaspis Strauch, 1887) with descriptions of eight new species from Malaysia, Thailand, and Indonesia. Zootaxa, no 3880 (1), p. 1–147.